# Portrait d'Amalie Zuckerkandl
Le Portrait d'Amalie Zuckerkandl est un tableau du peintre autrichien Gustav Klimt qui lui est commandé en 1913-1914 et qu'il laisse inachevé à sa mort en 1918. Cette huile sur toile de format carré est le portrait d'Amalie Schlesinger, née en 1869. L'épouse de l'urologue et chirurgien Otto Zuckerkandl (en), elle y figure assise devant un fond vert clair, seul son buste étant bien avancé, le drapé de sa robe demeurant seulement dessiné. L'œuvre est conservée depuis 1988 à l'Österreichische Galerie Belvedere, à Vienne.